# Инсаналли, Руди
Руди Инсаналли (англ. Rudy Insanally; 23 января 1936, Джорджтаун — 26 ноября 2023) — политический и государственный деятель Гайаны. Был постоянным представителем Гайаны при Организации Объединённых Наций с 1987 года и министром иностранных дел Гайаны с 2001 по 2008 год.

## Биография
Родился 23 января 1936 года в Джорджтауне, Британская Гвиана. До начала своей карьеры дипломата преподавал французский и испанский языки на Ямайке в Кингстонском колледже и Ямайском колледже, а также в Гайане в Королевском колледже и Университете Гайаны.
На своей первой дипломатической должности работал советником посольства Гайаны в Соединённых Штатах Америки с 1966 по 1969 год, а в 1970 году стал временным поверенным в делах Гайаны в Венесуэле. В 1972 году непродолжительный период времени был заместителем Постоянного представителя Гайаны при Организации Объединённых Наций, а затем с 1972 по 1978 год служил послом в Венесуэле (с дополнительной аккредитацией для представления интересов в Колумбии, Эквадоре и Перу). После работал постоянным представителем в Европейском экономическом сообществе и послом в Бельгии; жил в Брюсселе, но также был аккредитован для представления интересов страны в Австрии, Норвегии и Швеции.
После возвращения в Гайану был назначен главой Политического отдела МИД, охватывающего Западное полушарие, а также послом в Колумбии и верховным комиссаром в ряде стран Вест-Индии. 18 февраля 1987 года стал Постоянным представителем Гайаны при Организации Объединённых Наций. В 1990 году стал вице-председателем Совета Организации Объединённых Наций по Намибии до обретения независимости, а в апреле 1990 года был вице-председателем / докладчиком специальной сессии Генеральной Ассамблеи ООН по международному экономическому сотрудничеству. С 1993 по 1994 год был председателем сорок восьмой сессии Генеральной Ассамблеи ООН.
В июне 1994 года, во время своего председательства, созвал Всемирное слушание по вопросам развития, в котором приняли участие большое количество видных деятелей, включая экспертов, учёных и практиков в области развития. Также являлся председателем Рабочей группы открытого состава по вопросу о справедливом представительстве и увеличения числа членов Совета Безопасности ООН. С 1994 по 2001 год работал ректором Университета Гайаны. В мае 2001 года стал министром иностранных дел. Правительство Гайаны объявило 28 марта 2008 года, что Руди Инсаналли решил уйти в отставку с должности министра иностранных дел по «медицинским и другим личным причинам», хотя он «продолжит выполнять некоторые другие обязанности в своём взаимодействии с правительством». Его преемник, Кэролайн Родригес, была приведена к присяге 10 апреля 2008 года.
Умер 26 ноября 2023 года после продолжительной болезни в возрасте 87 лет.
Состоял в браке, имел дочь.

## Публикации
- Rudy Insanally, Multilateral Diplomacy for Small States: «The art of letting others have your way» (2012 год)[11];
- Rudy Insanally, Dancing Between the Raindrops: A Dispatch From A Small State Diplomat (2015 год)[12];
- Rudy Insanally, The Guyanese Culture: Fusion or Diffusion. (2018 год);
- S.R. Insanally, The Mystery of God: The Principles of God Diplomacy. (2020 год).

## Награды
- Order of Roraima (O.R). 1995 год. (Гайана);
- Order of the Liberator. Grand Cordon. 1978 год. (Венесуэла);
- Order of the Southern Cross. Grand Cordon. 2003 год. (Бразилия);
- Орден Восходящего солнца, 2009 год. (Япония)[13];
- Doctor of Laws (Hon). Mount Holyoke College, Массачусетс. (США).